# Bryoerythrophyllum rubrum
Bryoerythrophyllum rubrum là một loài Rêu trong họ Pottiaceae. Loài này được (Jur. ex Geh.) P.C. Chen mô tả khoa học đầu tiên năm 1941.